# Santuario della Via Crucis
Il santuario della Via Crucis (le Capèle in dialetto camuno) è un edificio posto di fianco alla chiesa parrocchiale di Cerveno, in Val Camonica, contenente una Via Crucis lignea del XVIII secolo.
Il santuario si inserisce nella tradizione lombardo-piemontese dei Sacri Monti: si dispone lungo un corridoio a gradoni che culmina alla sommità con la cappella della Deposizione.
Sui lati, disposte in nicchie, si trovano le 14 stazioni contenenti 198 statue a grandezza naturale in legno e gesso, in buona parte realizzate dallo scultore camuno Beniamino Simoni.
L'opera venne commissionata il 1º gennaio 1752 a Beniamino Simoni di Fresine da don Andrea Boldini, parroco di Cerveno.
Il lavoro si protrasse fino al 1764, quando, per questioni non chiare l'artista lasciò l'opera incompiuta. Il completamento venne affidato a Donato e Grazioso Fantoni, i quali ultimarono le stazioni VIII, IX e X. L'attuale sepolcro, XIV stazione, fu realizzato nel 1869 dallo scultore milane Giovanni Seleroni. 
Per la parte pittorica risultano i primi dipinti assegnati a Bernardino” (o Enrico) Albrici (1714-1775) di Vilminore di Scalve, successivamente risultano pagamenti effettuati ai pittori  Paolo Corbellini e Giosuè Scotti; mentre i dipinti della cappella del sepolcro sono attribuiti a Giuliano Volpi da Lovere.
Ogni dieci anni, in una domenica di maggio, gli abitanti propongono una rappresentazione vivente della Passione.

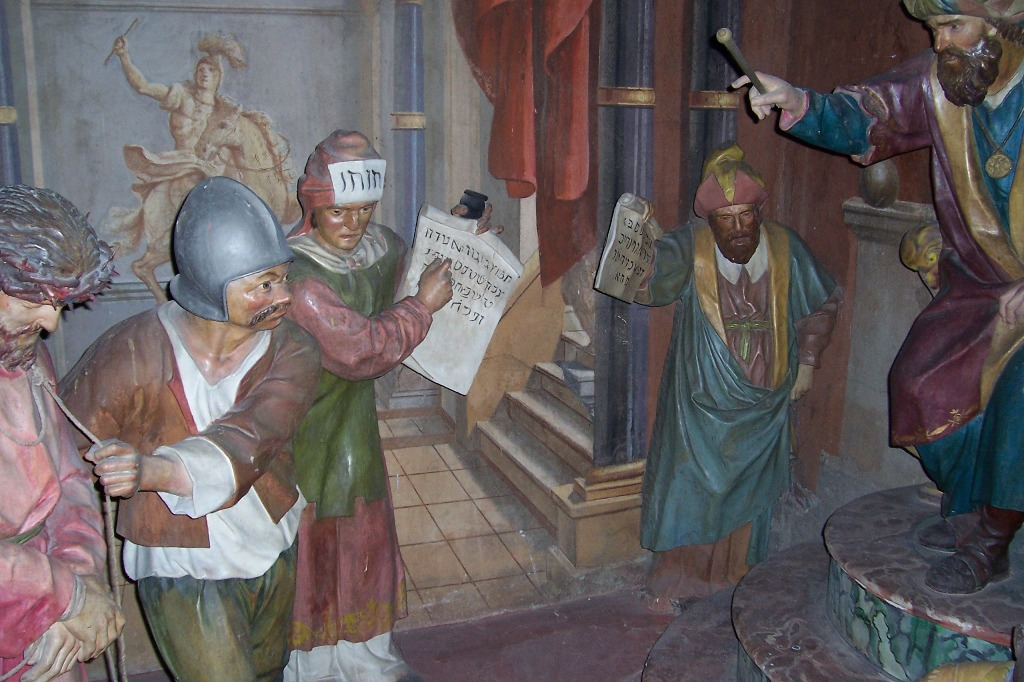
I - Gesù è condannato a morte
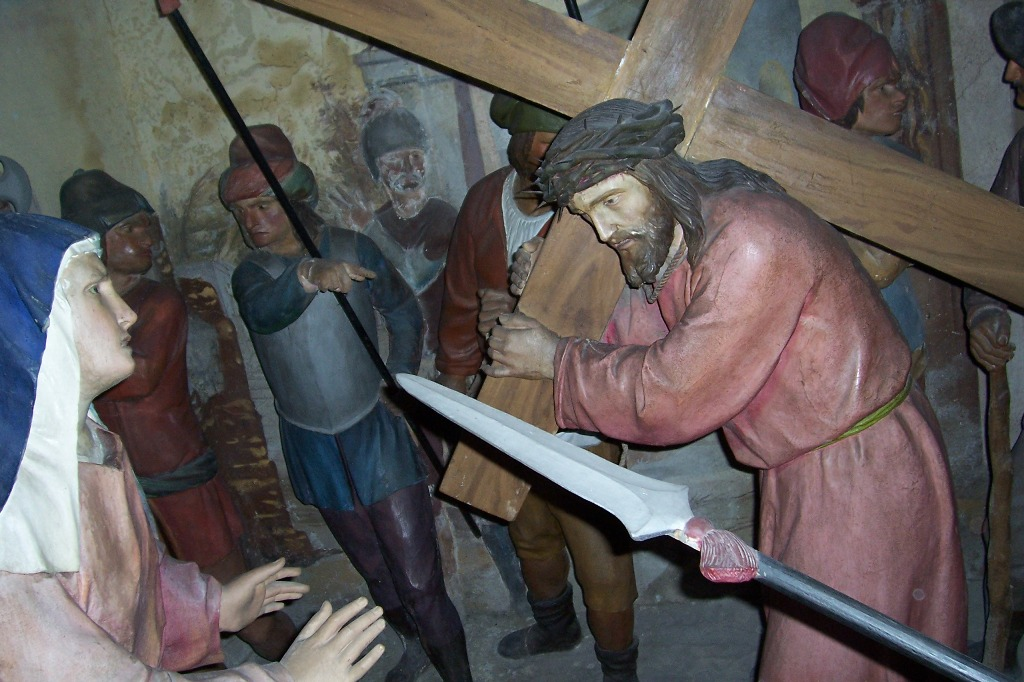
IV - Gesù incontra sua Madre
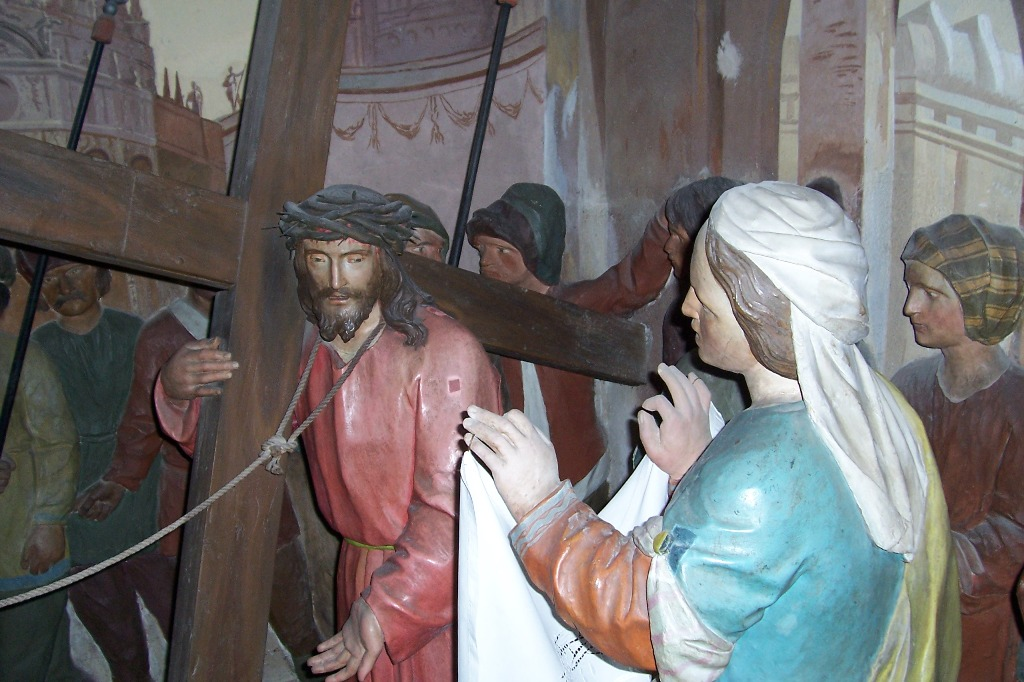
VI - La Veronica asciuga il volto di Gesù
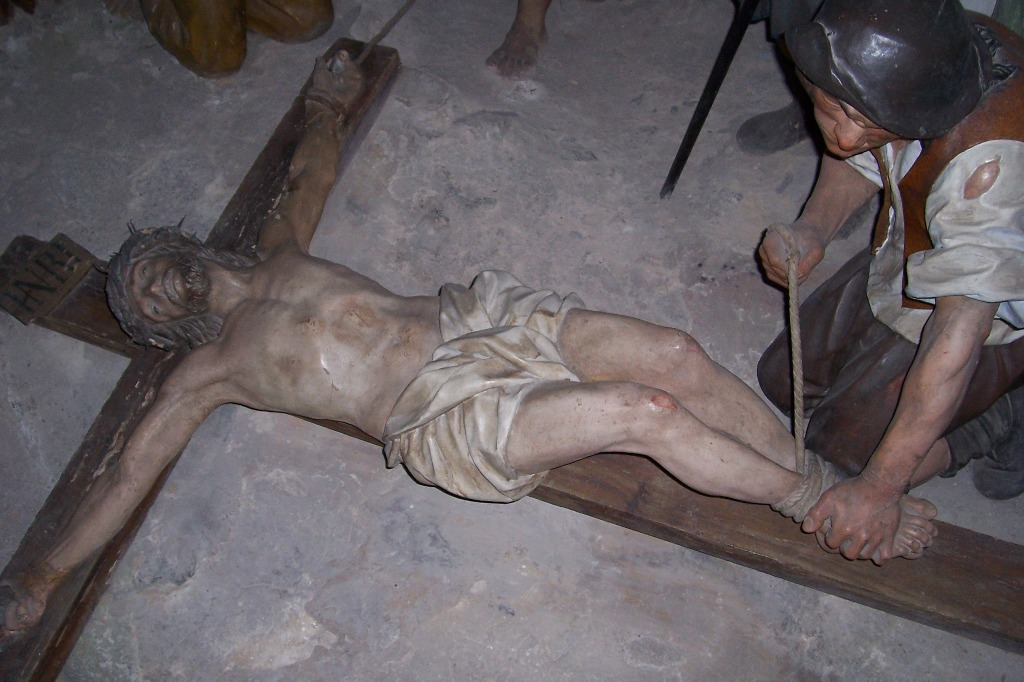
XI - Gesù è inchiodato sulla croce
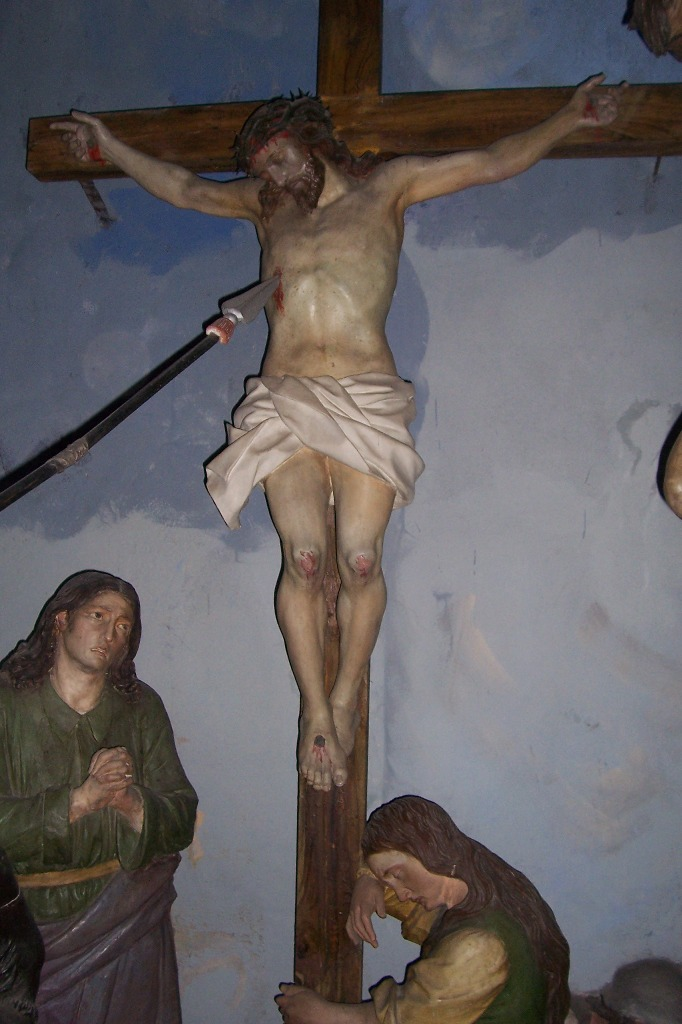
XII - Gesù muore sulla croce
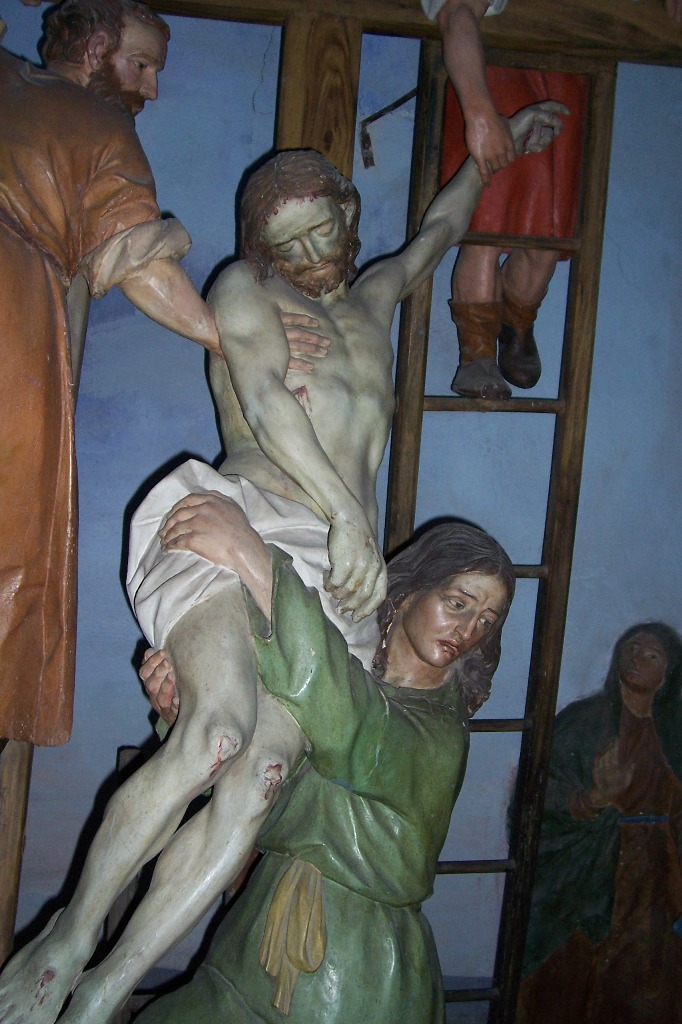
XIII - Gesù è deposto dalla croce